# Firmino Augusto Martins
Firmino Augusto Martins (Vilar de Lomba, 16 de fevereiro de 1890 — Tuizelo, 5 de outubro de 1965) foi um sacerdote católico, etnógrafo, político, jornalista e escritor português. Efetuou importantes recolhas no âmbito das tradições do concelho de Vinhais, no distrito de Bragança que publicou em várias obras, destacando-se os dois volumes de Folclore do Concelho de Vinhais (1928 e 1939). Recebeu do governo português as insígnias de cavaleiro da Ordem Militar de Cristo e cavaleiro da Ordem Militar de Sant'Iago da Espada.

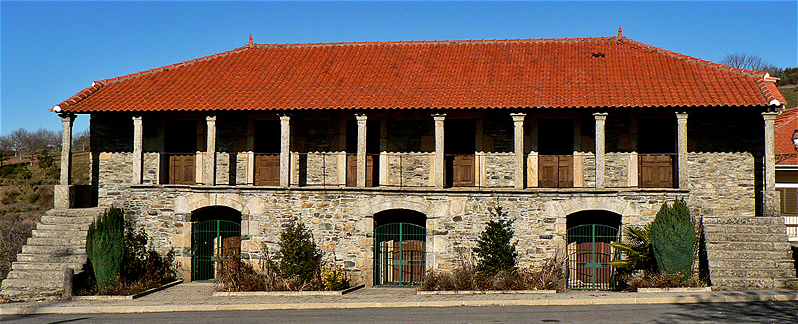
Antiga residência do padre Firmino Augusto Martins em Tuizelo.